# 広木康二
広木 康二（ひろき やすじ、1929年（昭和4年）5月27日 - 2015年（平成27年）10月4日）は、日本の政治家。群馬県富岡市長を3期12年務めた。富岡市文化協会名誉会長、群馬県猟友会理事、全国市長会評議員、全国市議会議長会理事などにも着任した。

## 経歴
群馬県出身。1946年（昭和21年）富岡中学校（現群馬県立富岡高等学校）を卒業した。
富岡市議会議員、同議長を務めた。1983年（昭和58年）現職の市長を破って富岡市長に当選した、2期目となる1987年の市長選でも2位に大差をつけて当選した。富岡まつり実行委員会の会長も兼務し、1988年の天皇の体調不良に際しては同年10月15-16日開催予定だった第14回富岡まつりの中止を決定している。1991年9月8日の市長選では、『人を大切にする行政』を訴え、新人の建設会社役員今井清二郎（50歳）に僅か36票差の僅差で3選した（当時62歳）。選挙戦は保守系同士の一騎打ちとなり、福田康夫、中曽根康弘両元総理大臣、小渕恵三自民党幹事長（当時）の3系列が入り混じる乱戦となったが、小渕系と中曽根系の大半から支持を受け、「市政の継続」を訴えた広木が、福田系と中曽根系の一部から支持され「世代交代」を訴えた今井を振り切った。開票作業を見守る同市七日市の広木の選挙事務所には、中曽根弘文参院議員や佐田玄一郎らも駆けつけ、僅差の開票結果の行く末を見守った。広木は3期目を「8年間の市政の集大成」として、工場の誘致実績や計画中の美術館、博物館の建設といったこれまでの成果を市民にアピールした。
落選の今井は、市選挙管理委員会と県選挙管理委員会に当選無効の申し立てを行い、富岡市選挙管理委員会だけでも5回の委員会を開催して誤記などがある投票用紙の解釈について検討された。1991年10月、市選挙管理委員会は今井の申し立てを却下した。県選挙管理委員会は11月29日に投票用紙の再点検を行ったが、その結果12月になってから市選挙管理委員会と同じく今井の申し立てを棄却する決定を下した。
1992年度の予算では、胃、乳、子宮、大腸癌検診の費用を、全額市の負担とする癌検診委託事業に3000万円、要介護老人の入浴サービスを民間老人ホームに外部委託する、デイサービス事業入浴施設整備補助に2000万円など、福祉関連を充実される内容であった。また県道富岡内匠線の整備事業に5億700万円、1993年開通予定の上信越自動車道の富岡インターチェンジと富岡市街を結ぶアクセス道路の整備にも予算を割いた。1985年度から工事を行っている上黒岩の北部運動公園整備事業では3億9300万円を計上し、バレーボール、バスケットコート、トレーニングルーム、柔道室、ジョギングコースなどを備える「多目的体育館」（延べ床面積約5400メートル、地上2階建て）の建設に着手した。その他にも、富岡市新庁舎建設基金積立金として1億円、富岡総合病院増改築・公立かぶら病院（仮称）建設事業1億3400万円、中学校校庭拡張事業1億4100万円、東富岡駅北地区土地区画整理事業9700万円を割り当てた。このため、歳出は前年度7.4％増の177億8850万円となったが、市債の発行は前年度35.2％減の8億8500万円に減らし、不足分は市の財政調整基金約21億6000万円を切り崩して穴埋めした。
1994年には富岡市発注の公共工事を巡る贈賄容疑事件があった。東京都中央区の浅野工事の社員が、上水道工事の落札に便宜を図ってもらうなどの目的で1992年8月に広木の自宅を訪ねて500万円を渡したとされる。広木は20日後に現金を返却した。返却が20日後になった理由について広木は「見知らぬ男が訪ねてきて、帰った後に500万円が入った茶封筒が置いてあったのに気が付いた。訪問してきた男が誰だか分からなかったので、市長室の机の中で保管していた。後になってその人物が市役所内を歩いているのを見つけ、浅野工事の富岡営業所長だと判明したので返却した」と説明した。広木はその日のうちに浅野工事の営業所に現金を持参したが「これは表に出る金ではないので、何かの足しにしてください」と営業所長は受け取りを拒んだという。そこで広木は、「富岡市ではこのようなお金は一切受け取らない。あなたの企業に対する忠誠心は分かった。これは収めていい仕事をしてください」と伝え、現金を返却したとされる。この事件で浅野工事の関係者数人が贈賄で逮捕された。警察に現金を届けず、市長室に保管していた理由については「市の入札で過去に見かけた顔だったので、再び会うという確信があった。警察に届けると彼が逮捕されてしまうと思った。一線の営業マンだけが逮捕され、上層部がヌクヌクとしていると思うと彼が気の毒になった。」と語った。広木は3期在任して1995年（平成7年）に引退した。
1995年の市長選では、元富岡地域医療事務組合副管理者の田村泰彦が広木の後継候補者とされたが、今井清二郎に1074票差で敗れた。1994年の市長選でも田村と今井の一騎打ちとなったが、今井が2選を果たしている。
2015年10月4日腎不全で死去。死去時の住所は富岡市別保。同年10月30日に正五位。